# Upsala Ekeby AB
Upsala Ekeby AB (merkteken UE) was een Zweedse aardewerkfabriek in Ekeby (vandaag een stadsdeel van Uppsala).

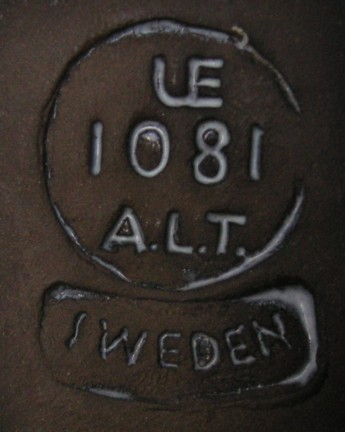
Merkteken UE

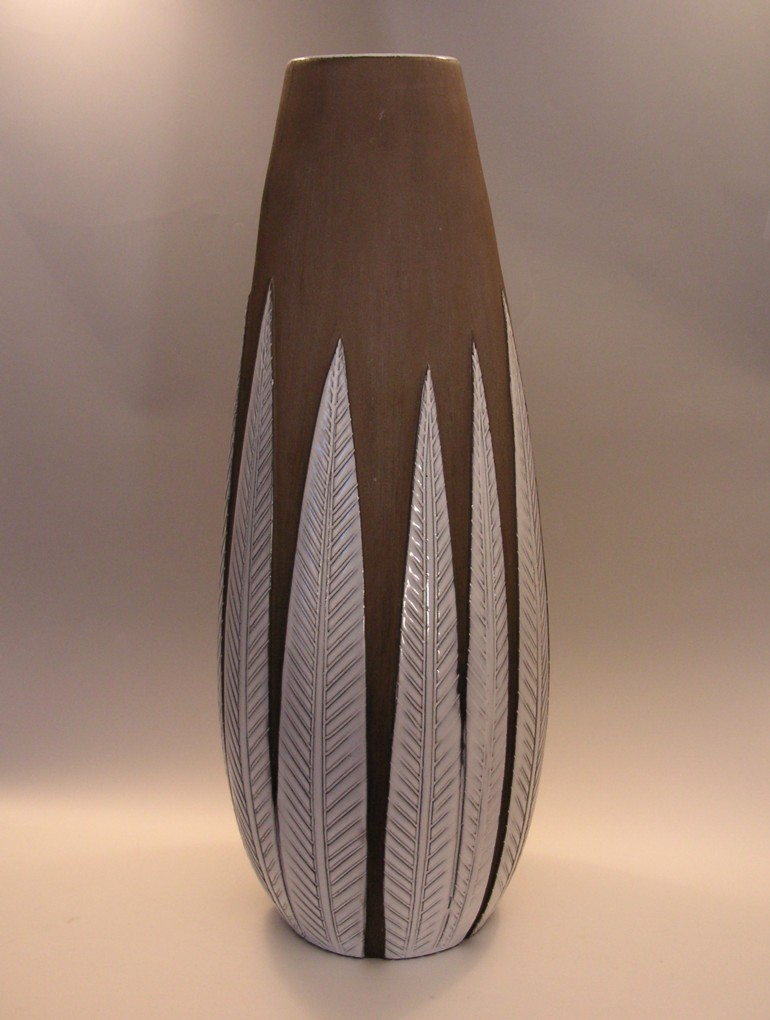
Anna-Lisa Thomson: "Paprika", 1948

Upsala Ekeby was naast Gustavsberg en Rörstrand een van de drie grote porseleinfabrieken in Zweden. De fabriek werd in 1886 door de familie Van Bahr opgericht. De kleilagen in Ekeby waren zeer geschikt voor de productie van tegels. Later werden ook bakstenen, dakpannen, tegelkachels, vazen en schalen geproduceerd. Aanvankelijk kopieerde men buitenlandse keramische producten, maar de huishoudstentoonstelling  in 1917 bij Liljevalchs in Stockholm deed vele aanbieders van industrieel geproduceerde massawaren inzien dat zelfs dergelijke producten artistiek vormgegeven kunnen worden. Daarom engageerde men in 1920 de eerste kunstenaars.
Producten van Upsala Ekeby wonnen internationale prijzen (Parijs 1937, New York 1939), waren populair en redelijk geprijsd. Tegels en klinkers waren de meest succesvolle producten in de jaren vijftig. Er werden ongeveer 60 miljoen tegels per jaar geproduceerd; vele daarvan sieren nog steeds de muren van een aantal metrostations in Stockholm.
In de jaren dertig en veertig nam Upsala Ekeby kleinere manufacturen over. In 1964 nam het bedrijf concurrent Rörstrand over. Ook enkele glasfabrieken zoals Kosta Boda werden overgenomen. De bedrijfsstructuur werd door deze uitbreidingen sterk gefragmenteerd. In de jaren zeventig zag het bedrijf zich gedwongen om alle kunstenaars te ontslaan, en in 1978 werd de productie uiteindelijk gestaakt.